# مينة التل الشائعة
مينا التل الشائعة (Gracula religiosa)، يُكتب أحيانًا "mynah" وكان يُعرف سابقًا باسم طائر مينا التل أو طائر مينا، وهو طائر مينا الأكثر شيوعًا في تربية الطيور، حيث غالبًا ما يُشار إليه ببساطة بالاسمين الأخيرين. وهو عضو في عائلة الزرزور (Sturnidae)، ويقيم في مناطق التلال في جنوب آسيا وجنوب شرق آسيا. سريلانكا هيل مينا، وهو نوع فرعي سابق من G. religiosa، مقبول الآن بشكل عام كنوع منفصل G. ptilogenys. تلة إنجانو مينا (G. enganensis) وتل نياس مينا (G. Robusta) مقبولة أيضًا على نطاق واسع باعتبارها متميزة بشكل خاص، ويفضل العديد من المؤلفين معالجة تلة مينا الجنوبية (G. indica) من نيلجيريس وأماكن أخرى في غاتس الغربية في الهند كنوع منفصل.
مينا التل الشائع هو طائر ناطق مشهور. اسمها المحدد ديني قد يلمح إلى ممارسة تعليم المينا لتكرار الصلاة.